# Bryum jamaicense
Bryum jamaicense är en bladmossart som beskrevs av Syed 1973. Bryum jamaicense ingår i släktet bryummossor, och familjen Bryaceae. Inga underarter finns listade i Catalogue of Life.